# Fédération polonaise de tennis
La Fédération polonaise de tennis (Polski Związek Tenisowy) organise le tennis en Pologne et met en place un système de classement et de compétition national ainsi que désigne les cadres de l'équipe de Pologne de Coupe Davis. Elle est affiliée à la Fédération internationale de tennis. Elle a été créée en 1921.